# ゴンゴラ属

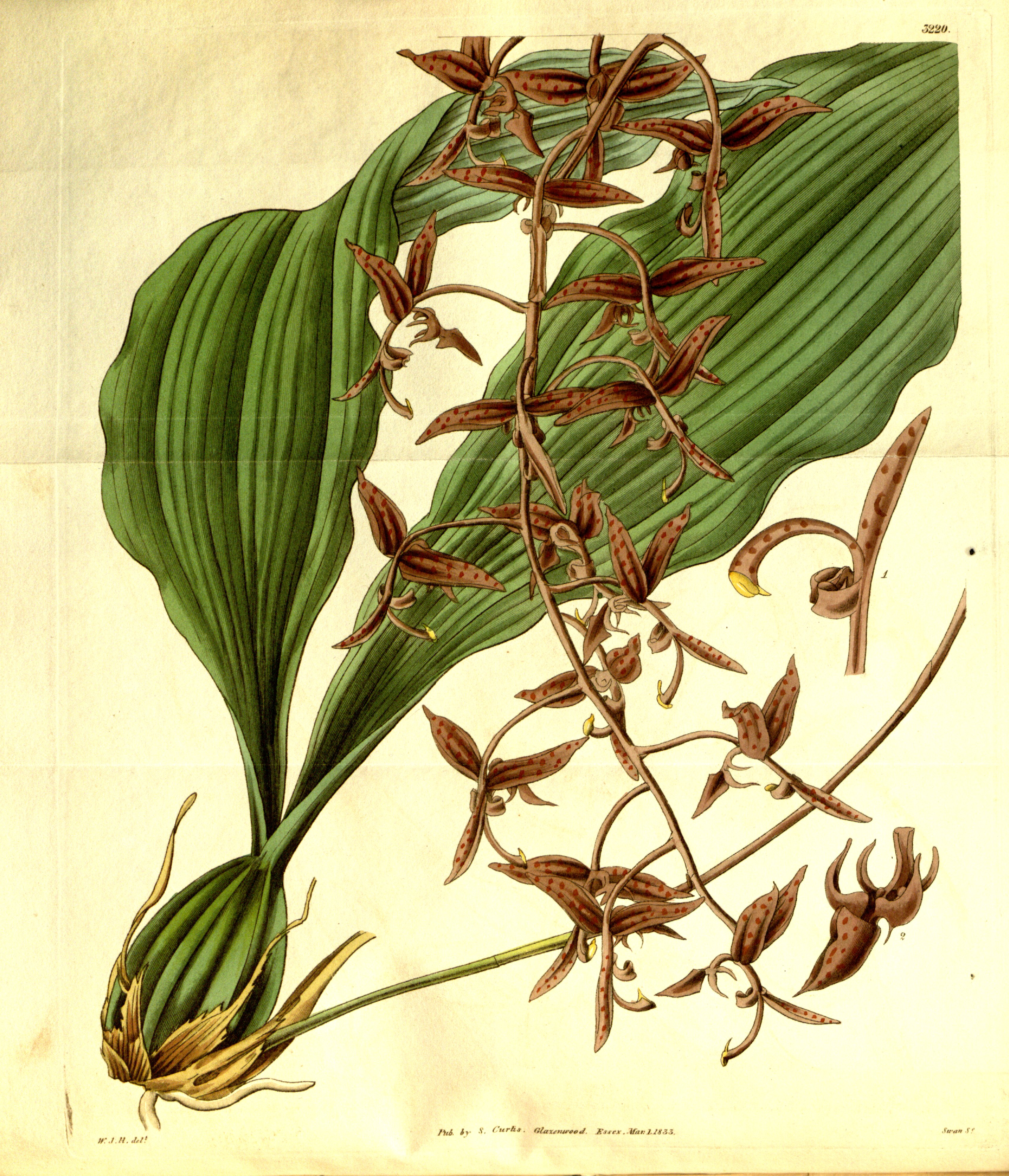
図版(G. atropurpurea)

ゴンゴラ属 Gongora Ruiz. et Pav. は、ラン科植物の1群。長い花茎を下垂し、多数の花をつける。

## 特徴
常緑性の着生植物で、偽鱗茎は長卵形から長円錐形。偽鱗茎の表面には縦に数本の稜があり、先端には葉が2枚付く。葉は大きくて革質でひだが多い。
花茎は偽鱗茎の基部から出る。花穂は長くなって下向きに垂れ、多数の花を付ける。花は側萼片が外側に巻き、蕊柱が倒立しており、細くて長い蕊柱の先端近くに小型の背萼片と側花弁が着いている。上側にある唇弁は多肉質で細長い袋状をしている。花色は赤褐色、黄褐色から黄白色で紫褐色の斑紋がある。なお花は短命である。
学名はニュー・グラナダのスペイン総督であったゴンゴラ (Cabalero y Gongora, 1740-1818) にちなむ。花が操り人形のように見えることから、イギリスの代表的な大衆人形劇『パンチとジュディ』にちなんで、パンチ・アンド・ジュディ・オーキッドという英名がつけられている。

## 分布と生育環境
メキシコからボリビアにかけて分布する。低地の樹上に着生する。
往々に株元にアリが巣を作り、共生しているとされる。

## 分類
スタンホペア属 Stanhopea やコリアンテス属 Coryanthes と近縁とされる。
約25種が知られる。代表的なものを以下にあげる。

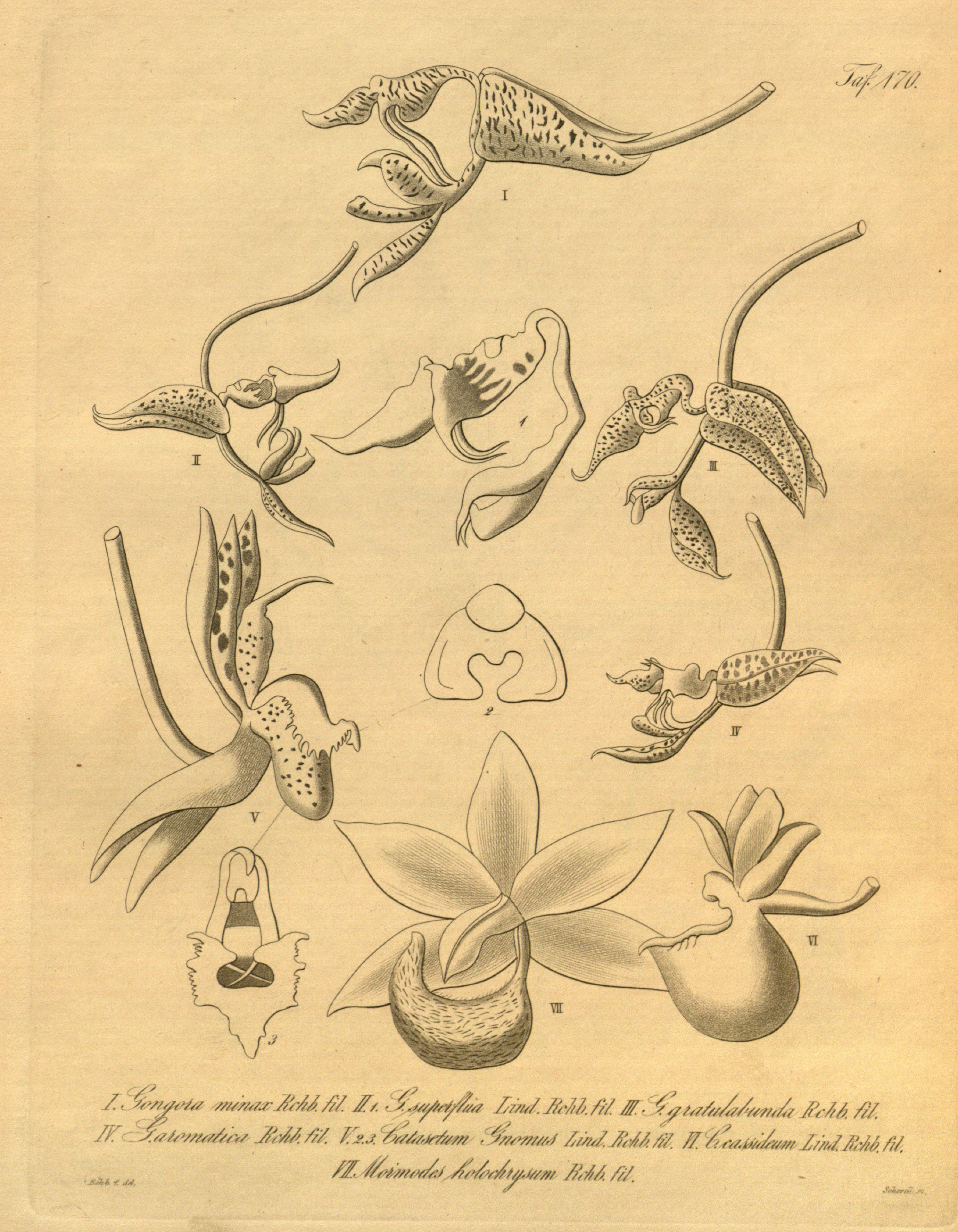
花の構造(G. aromatica)

- Gongora
  - G. armeniaca
  - G. bufonia
  - G. galeata
  - G. quinquenervis
  - G. truncata

## 利用
洋ランとして栽培される。略号は Gga. である。ただし普及はしていない。人工交配も行われていない。栽培そのものは容易で、花茎が長く垂れ下がるので吊り鉢で栽培する。